# Henry Innes-Ker

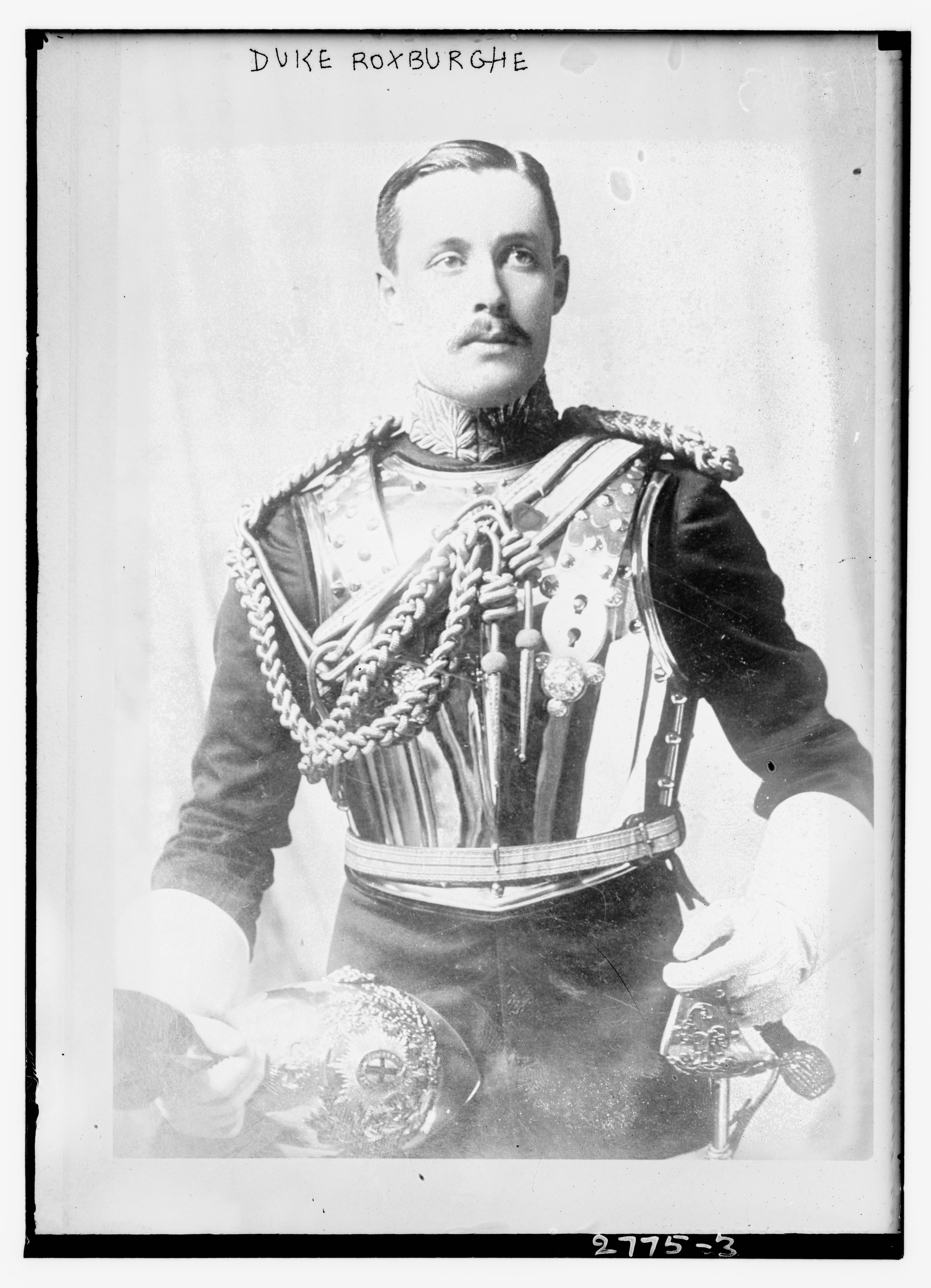

Henry John Innes-Ker (ur. 24 lipca 1876, zm. 29 września 1932) – brytyjski arystokrata, najstarszy syn Johna Innes-Kera, 7. księcia Roxburghe i Anne Spencer-Churchill, córki 7. księcia Marlborough. 10 listopada 1903 r. poślubił Mary Goelet (zm. 26 kwietnia 1937) i miał z nią jednego syna, George’a Victora Roberta Johna.
Był porucznikiem Royal Horse Guards. Jako żołnierz regimentu Household Cavalry brał udział w II wojnie burskiej. W 1901 r. była adiutantem księcia Yorku i Kornwalii podczas jego podróży po koloniach. Walczył również podczas I wojny światowej i został wielokrotnie ranny.
W 1901 r. został odznaczony Krzyżem Kawalerskim Królewskiego Orderu Wiktoriańskiego. W 1902 r. został kawalerem Orderu Ostu, zaś od 1932 r. został Kanclerzem tego Orderu.
Od 1918 r. aż do śmierci był Lordem Namiestnikiem Roxburghshire. W 1930 r. został również porucznikiem Królewskiej Kompanii Łuczników.